# Carndonagh
Carndonagh (Iers: Carn Domhnach) is een plaats in het noorden van Ierland, gelegen in de County Donegal en op het schiereiland Inishowen.

## Geboren
- Gary Doherty (1980), voetballer